# Acrographinotus
Genre
Synonymes
- Unduavius Roewer, 1929
- Liographinotus Roewer, 1957
- Ctatoproceros Soares & Bauab-Vianna, 1972

Acrographinotus est un genre d'opilions laniatores de la famille des Gonyleptidae.

## Distribution
Les espèces de ce genre se rencontrent au Pérou et en Bolivie.

## Liste des espèces
Selon World Catalogue of Opiliones (29/08/2021) :
- Acrographinotus ceratopygus (Soares & Bauab-Vianna, 1973)
- Acrographinotus curvispina Roewer, 1929
- Acrographinotus erectispina Roewer, 1929
- Acrographinotus mitmaj Acosta, 2002
- Acrographinotus niawpaq Acosta, 2001
- Acrographinotus opacus (Roewer, 1952)
- Acrographinotus ornatus (Roewer, 1929)
- Acrographinotus ortizi (Roewer, 1957)

## Publication originale
- Holmgren, 1917  : « Zur vergleichenden Anatomie des Gehirns von Polychaeten, Onychophoren, Xiphosuren, Arachniden, Crustaceen, Myriopoden und Inseckten. Vorstudien zu einer Phylogenie der Arthropoden. » Kungliga Svenska Vetenskapsakademiens handlingar, vol. 56, p. 1–303 (texte intégral).